# Студиото (тв сериал)
„Студиото“ (на английски: The Studio) е американски комедиен сериал, създаден от Сет Роугън, Евън Голдбърг, Питър Хюик, Алекс Грегъри и Фрида Перес. В сериала участват Роген, Катрин О'Хара, Катрин Хан, Айк Баринхолц и Чейс Суи Уондърс. Премиерата на сериала е по „Епъл ТВ+“ на 26 март 2025 г.

## Актьорски състав

### Главни актьори
- Сет Роугън – Мат Ремик
- Катрин О'Хара – Ейми
- Катрин Хан – Мая[2]
- Айк Баринхолц – Сал Сепърщайн
- Чейс Суи Уондърс – Куин

### Гостуващи актьори
- Брайън Кранстън
- Кейла Монтерросо Мехиа
- Деуейн Пъркинс
- Пол Дейно
- Зак Ефрон
- Рон Хауърд
- Зоуи Кравиц
- Антъни Маки
- Мартин Скорсезе
- Шарлиз Терон
- Стийв Бусеми
- Ребека Хол
- Оливия Уайлд
- Адам Скот
- Питър Берг
- Джони Ноксвил
- Джош Хъчърсън

## Външни връзки
- Официален сайт
- „Студиото (тв сериал)“ в  Internet Movie Database